# 石陵小片
石陵小片分佈於皖南石台（石埭。中部）、青阳（东南陵阳等乡，旧石埭县属地，含城关旧派）、泾县（限西南厚岸、包合、水东三乡）、太平（现黄山市黄山区西北三丰地区部分乡村，旧属石埭县）、贵池（限南部灌口一带）。屬於吳語宣州片的一部分，由於19世紀後期太平天國造成的人口滅絕，大量外地移民遷入，石陵小片受到了江淮官话的严重渗透，使用区域日渐萎缩，方言现状堪忧。

## 方言特徵

### 語音特徵
古全浊声母今基本上读清音，不过有些地方古澄从崇船禅群等母舒声字有读作清擦音的，与定母读作塞音有别。如：横渡话“社善柴蛇神”读[ɕ-]、“床”读[s-]。与铜泾小片、太高小片相比，石陵小片在语音特征上磨损的速度较快。

但厚岸等地塞擦音及擦音仍保持著部分三分格局，古全濁來源的讀帶氣流的通音，如蛇罪十讀hz，房鳳罰讀hv。

### 詞彙特徵
比起語音上吳語特徵的快速流失，石陵小片的詞彙仍比較鮮明地體現出吳語特徵。

比如橫渡陵陽厚岸依次把普通話的“田野”“散步”“遲”“店鋪管事”“髮髻”“玩耍”叫做“田畈”“放趟子”“晏”“朝奉”“巴巴頭”“嬉”。

另外，橫渡話“岱腦殼”指後腦勺，其中“岱”有“突出”之語義；“看額罩”為“奔頭”，其中“看”為記音字，也有“突出”之語義。

目前在宣州片吳語中僅橫渡使用“箸”，只用於當地古老的取暖用具火桶的鉗子“火箸”。在橫渡地名用字上，除了畈外，還有“塢埭尖坑”。